# Kulturwissenschaftliches Kolleg Konstanz
Das Kulturwissenschaftliche Kolleg Konstanz wurde im Oktober 2007 im Zusammenhang mit der Exzellenzinitiative des Bundes und der Länder gegründet und bestand bis 2019. Es hatte seinen Sitz in der ehemaligen Konstanzer Bischofsvilla am Ufer des Seerheins. 
Träger des Kollegs war der Exzellenzcluster „Kulturelle Grundlagen von Integration“ in Zusammenarbeit mit der Deutschen Forschungsgemeinschaft, welcher im Juli 2019 aufgelöst wurde. Seit November 2019 befindet sich am selben Ort das Zentrum für kulturwissenschaftliche Forschung (ZKF) der Universität als dauerhafte zentrale wissenschaftliche Einrichtung und Nachfolgeeinheit von Cluster und Kolleg, dem auch der Verlag Konstanz University Press angegliedert ist.
Das Kolleg bot promovierten Wissenschaftlern an, sich für bis zu einem Jahr von ihren sonstigen dienstlichen Verpflichtungen freistellen zu lassen, um in Ruhe ein konkretes Forschungsprojekt zu verfolgen, mit dem sie sich zuvor um die Aufnahme beworben hatten. Für die Dauer ihres Fellowships finanzierte das Kolleg den betreffenden Forschern eine Vertretung. Bewerben konnten sich sowohl Nachwuchswissenschaftler als auch bereits etablierte Gelehrte im In- und Ausland.
Das Kolleg stand Vertretern unterschiedlichster Fachrichtungen offen, neben Geschichtswissenschaftlern, Soziologen und Literaturwissenschaftlern etwa auch kulturwissenschaftlich arbeitenden Juristen, Ethnologen und Verwaltungswissenschaftlern. Zu den Fellows zählten unter anderem Kai Trampedach, Egon Flaig, Klaus Herbers, Matthias Haake, Marc von der Höh, Nino Luraghi, Jürgen Osterhammel, Frank Daubner, Ronald G. Asch, Ulrich Gotter und Gabriele Schwab.
Die Mitgliedschaft in der Nachfolgeeinheit ZKF steht einem vergleichbaren wissenschaftlichen Personenkreis offen und bündelt ähnliche Forschungsprojekte in einem breit verstandenen kulturwissenschaftlichen Feld.